# Appunti per un'Orestiade africana
Appunti per un'Orestiade africana è un film documentario italiano del 1970, diretto da Pier Paolo Pasolini, girato come sopralluogo in Africa per la produzione successiva, mai effettuata, di un film che prendesse spunto dalla tragedia dell'Orestiade di Eschilo. Si tratta di uno dei più importanti documenti di cinema in Africa e rappresenta un importante documento per l'antropologia dell'immagine.
Fu inizialmente proiettato, in un montaggio parziale, presso il MIPTV il 16 aprile 1970, mentre la versione definitiva fu presentata il 1º settembre 1973 alle Giornate del cinema italiano di Venezia e distribuita limitatamente nelle sale d'essai il 20 novembre 1975.

## Contenuti
Il documentario propedeutico al “film da farsi”, che si potrebbe definire come un vero e proprio taccuino d'immagini in movimento, consiste di tre diversi tipi di materiale filmico: il primo è a tutti gli effetti un documentario di viaggio, girato durante due soggiorni in Uganda e Tanzania rispettivamente nel dicembre del 1968 e nel febbraio del '69 completato da alcuni cinegiornali della guerra in Biafra (1967/69); l'obiettivo era quello di rintracciare i luoghi, i volti, gli oggetti per la trasposizione cinematografica dell'Orestea di Eschilo; il secondo girato riprende il dibattito/confronto tra Pasolini ed alcuni studenti africani dell'Università “La Sapienza” di Roma sull'idea stessa di ambientazione per la tragedia eschilea e sui risvolti delle vicende africane post-coloniali, mentre il terzo rappresenta una sorta di variazione sul tema e consiste in una jazz session eseguita da Yvonne Murray e Archie Savage al FolkStudio di Roma.
Appunti per un'Orestiade africana costituisce dunque l'ultimo assemblaggio sperimentale pasoliniano sul materiale raccolto a partire dal 1959, anno della prima traduzione per la messinscena con Vittorio Gassman al Teatro greco, di Siracusa nella primavera del 1960, fino all'ultimo montaggio del '70 e alla prima proiezione a Venezia, il 1º settembre del 1973, nel corso delle "Giornate del cinema italiano".
A differenza degli altri due progetti sul mito del mondo greco arcaico, s'interrompe, in questo specifico caso, la realizzazione del film vero e proprio anche se l'indagine visiva e antropologica avviata continuerà ad avere eco anche nei lavori successivi, in particolare ne Il fiore delle Mille e una notte (1974); così come s'interrompe anche quel progetto di maggior respiro per un “poema sul Terzo Mondo” che avrebbe riguardato Africa, India, Yemen, Sud America e ghetti afro-americani.